# Ultra low expansion glass

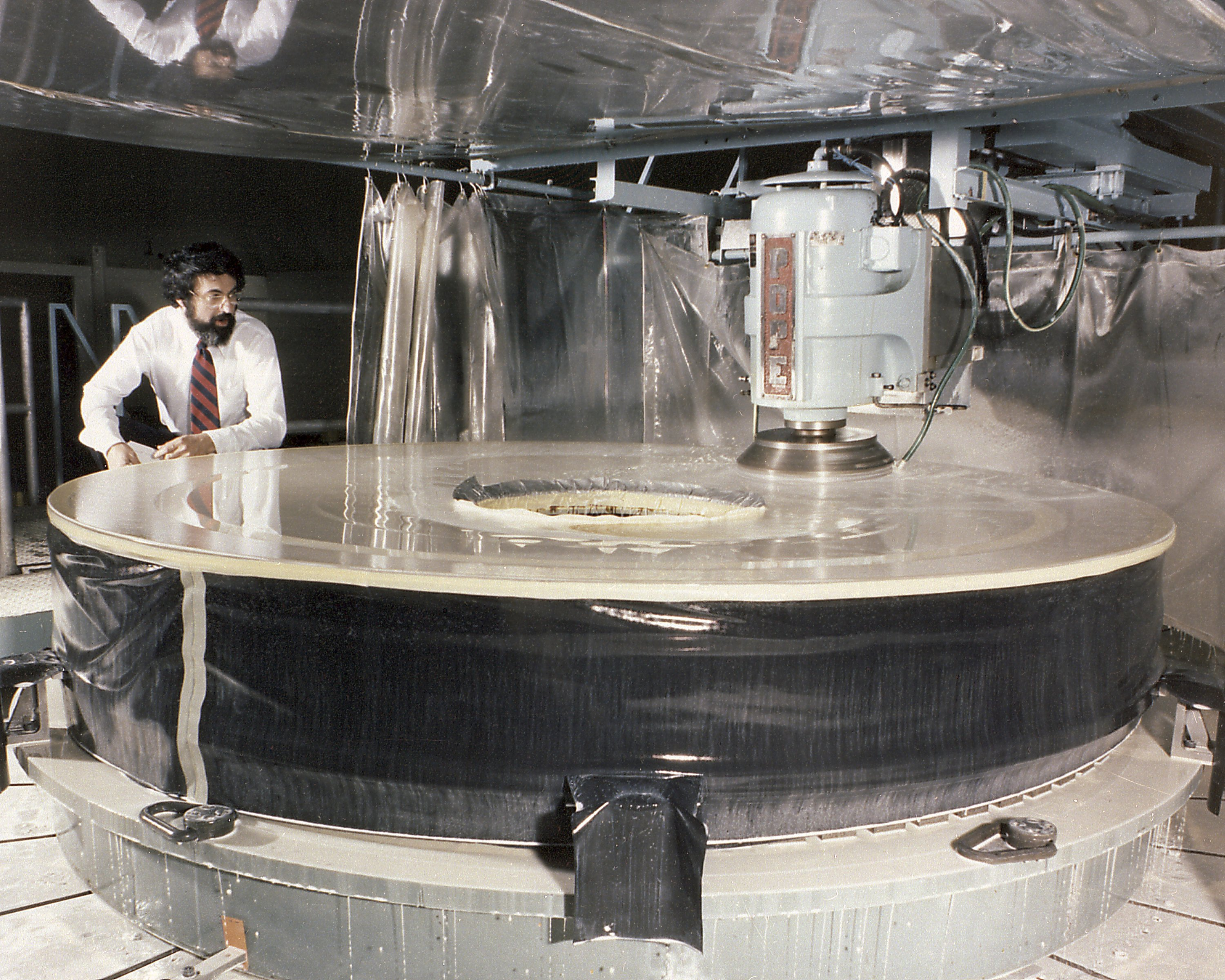
Spiegel des Hubble-Weltraumteleskopsgefertigt aus ULE

Ultra low expansion glass (kurz ULE) ist ein SiO2-TiO2-Glas der Firma Corning, das einen sehr kleinen Wärmeausdehnungskoeffizienten besitzt. Es wird als Träger für große Teleskopspiegel in Spiegelteleskopen eingesetzt, beispielsweise im Hubble-Weltraumteleskop oder im Subaru-Teleskop.